# Veliko Vojlovce
Veliko Vojlovce (em cirílico: Велико Војловце) é uma vila da Sérvia localizada no município de Lebane, pertencente ao distrito de Jablanica, na região de Jablanica. A sua população era de 298 habitantes segundo o censo de 2002.

## Demografia
| 1948 | 1953 | 1961 | 1971 | 1981 | 1991 | 2002 | 2011 |
| ---- | ---- | ---- | ---- | ---- | ---- | ---- | ---- |
| 438  | 452  | 458  | 440  | 425  | 375  | 358  | 298  |